# Würzburg Baskets
Die Würzburg Baskets sind ein Basketballverein aus der Stadt Würzburg. Er spielt seit 2015/16 in der Basketball-Bundesliga. Zuvor waren die Würzburger bereits ab der Saison 2011/12 bis zur Saison 2013/14 in der höchsten deutschen Spielklasse vertreten. Seit 2024 trägt die Mannschaft den Namen Fit/One Würzburg Baskets (Eigenschreibweise FIT/One Würzburg Baskets).

## Geschichte

### Vorgängerverein
1998 stieg der führende Basketballverein der Stadt, die DJK Würzburg, mit seiner ersten Herrenmannschaft erstmals in die höchste deutsche Spielklasse auf. In den Reihen der Mannschaft stand damals die größte deutsche Nachwuchshoffnung Dirk Nowitzki, der nach dem Ende des Lockouts bereits zu Beginn des Jahres 1999 in die nordamerikanische Liga NBA wechselte und dort eine für einen europäischen Basketballspieler beispiellose Karriere begann.
Trotz des Verlustes von Nowitzki spielte der Verein in den folgenden Jahren eine gute Rolle in der ersten Liga, da man mit Demond Greene, Robert Garrett und Marvin Willoughby weitere deutsche Nationalspieler hervorbrachte. In der Spielzeit 2000/01 gelang unter Trainer Gordon Herbert die vorerst letzte Play-off-Teilnahme um die deutsche Meisterschaft.
Anschließend wurde 2001 die „X-Rays Sport-Marketing GmbH“ als Träger der Mannschaft gegründet und die Profimannschaft aus dem Verein DJK Würzburg ausgegliedert, um eine weitere Professionalisierung voranzutreiben und die DJK vor Risiken aus der Geschäftstätigkeit der Basketballer zu schützen. Die sportliche als auch die wirtschaftliche Entwicklung gestaltete sich jedoch immer schwieriger; 2005 stieg der Verein schließlich aus der Bundesliga ab und musste Insolvenz anmelden.
Unter dem Namen „Mainfranken Baskets“ versuchte Holger Geschwindner mit einigen Mitstreitern einen Neuaufbau in der 2. Liga Süd, dabei setzte man gezielt auf deutsche Spieler. Dies scheiterte jedoch und es folgte der erneute Abstieg, nachdem man in der gesamten Saison nur ein Spiel gewinnen konnte.

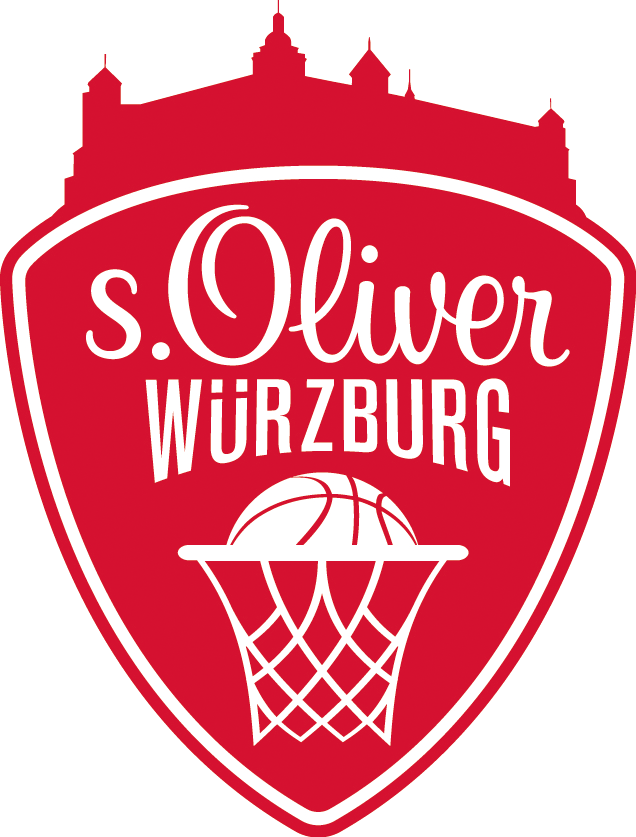
Ehemaliges Mannschaftswappen (bis 2022)

### Würzburg Baskets / s.Oliver Baskets / s.Oliver Würzburg
| Saison  | Name                      | Liga                | Platz |
| ------- | ------------------------- | ------------------- | ----- |
| 2007/08 | SCH Würzburg Baskets      | Regionalliga Südost | 3     |
| 2008/09 | Würzburg Baskets          | Regionalliga Südost | 1     |
| 2009/10 | Würzburg Baskets          | ProB                | 3     |
| 2010/11 | Würzburg Baskets          | ProA                | 2     |
| 2011/12 | s.Oliver Baskets Würzburg | BBL                 | 6     |
| 2012/13 | s.Oliver Baskets Würzburg | BBL                 | 9     |
| 2013/14 | s.Oliver Baskets          | BBL                 | 17    |
| 2014/15 | s.Oliver Baskets          | ProA                | 1     |
| 2015/16 | s.Oliver Baskets          | BBL                 | 8     |
| 2016/17 | s.Oliver Würzburg         | BBL                 | 14    |
| 2017/18 | s.Oliver Würzburg         | BBL                 | 9     |
| 2018/19 | s.Oliver Würzburg         | BBL                 | 9     |
| 2019/20 | s.Oliver Würzburg         | BBL                 | 11    |
| 2020/21 | s.Oliver Würzburg         | BBL                 | 16    |
| 2021/22 | s.Oliver Würzburg         | BBL                 | 12    |
| 2022/23 | s.Oliver Würzburg         | BBL                 | 11    |
| 2023/24 | s.Oliver Würzburg         | BBL                 | 5     |
| 2024/25 | s.Oliver Würzburg         | BBL                 | 6     |

2007 wurden von Geschäftsmann Jochen Bähr und dem kaufmännischen Leiter des Würzburger Mainfranken Theaters, Klaus Heuberger, die Würzburg Baskets ins Leben gerufen und die Sport- und Event Würzburg Baskets GmbH gegründet. Ihr Ziel war die mittelfristige Rückkehr Würzburgs in die 2. Liga ProA.
Die Würzburg Baskets erwarben die Regionalliga-Lizenz und traten in der Saison 2007/08 in Zusammenarbeit mit dem SC Heuchelhof als „SCH Würzburg Baskets“ in der Regionalliga Südost an. Erster Trainer war der Kroate Ivo Nakić, der früher für die DJK s.Oliver Würzburg auf Korbjagd ging. Im Verlauf der ersten Saison wurde Nakić entlassen. Der Basketball-Abteilungsleiter des SC Heuchelhof, Harald Borst, übernahm die Mannschaft und führte sie auf den dritten Platz.
In der Saison 2008/09 holten die Würzburg Baskets mit 24 Siegen in 24 Spielen unter Trainer Berthold Bisselik die Meisterschaft in der Regionalliga Südost und damit den Aufstieg in die ProB, die untere Staffel der seit 2007 zweigeteilten 2. Bundesliga. In der darauf folgenden Saison 2009/10 belegten die Würzburg Baskets den dritten Platz und verpassten damit nur knapp den sportlichen Aufstieg. Am 27. Mai 2010 wurde allerdings bekannt, dass die für den Aufstieg in die ProA sportlich qualifizierten Hertener Löwen die wirtschaftliche Leistungsfähigkeit nicht nachweisen konnten und die Würzburger somit doch noch in die ProA nachrückten.
Am 2. Juni 2010 erhielt die Sport- und Event Würzburg Baskets GmbH das Teilnahmerecht für die ProA in der Saison 2010/11 und gewann als Hauptgeldgeber wie zu früheren Erstligazeiten der X-Rays das Bekleidungsunternehmen s.Oliver, das zum Namensgeber der Profimannschaft wurde.
Hinter dem finanzkräftigen, vom damaligen deutschen Bundestrainer Dirk Bauermann trainierten FC Bayern München belegte man unter Trainer Marcel Schröder den zweiten Aufstiegsplatz. Dem Verein gelang damit der Aufstieg in die Basketball-Bundesliga, womit er in die Fußstapfen der DJK s.Oliver Würzburg beziehungsweise der X-Rays trat. Im Sommer 2011 wurde Steffen Liebler neuer Geschäftsführer der Betreibergesellschaft Sport- und Event Würzburg Baskets GmbH, er löste Klaus Heuberger ab, der gemeinsam mit Jochen Bähr Hauptgesellschafter blieb.
Zur Erstligaspielzeit 2011/12 wurde der zweimalige Basketball-Bundesliga-Trainer des Jahres John Patrick neuer Trainer, der für die neue Klasse eine Reihe von Spielern verpflichtete, mit denen er zuvor bei der BG 74 Göttingen Erfolge feierte, wie beispielsweise den Gewinn der EuroChallenge 2010. Die Saisonhauptrunde schloss die Mannschaft auf dem sechsten Tabellenplatz ab und zog so gleich in ihrem ersten Bundesliga-Jahr in die Playoffs ein.
Im Viertelfinale traf man auf Alba Berlin. Die Best-of-Five-Serie gewannen die Würzburger in vier Spielen mit 3:1-Siegen und zogen ins Halbfinale um die Deutsche Meisterschaft ein. Dort unterlagen die s.Oliver Baskets gegen Ratiopharm Ulm in der Serie mit 0:3 und schieden im Halbfinale aus. Einige Tage später trennten sich die Würzburger aus unbekannten Gründen von Trainer John Patrick. Am 15. Juni 2012 stellten sie den bisherigen Assistenztrainer und früheren Headcoach Marcel Schröder als neuen Cheftrainer mit Vertrag bis 2014 vor.
In der Saison 2012/13 traten die s.Oliver Baskets erstmals im ULEB Eurocup an. Die Premiere im Eurocup fand am 6. November 2012 vor heimischem Publikum statt. Hier gewannen die Würzburger gegen den ukrainischen Vizemeister BT Azovmash Mariupol mit 81:77. In der Bundesliga endete die Saison 2012/13 auf dem neunten Tabellenplatz. Am letzten Spieltag verpassten die Baskets durch eine Niederlage gegen Meister Brose Baskets den Einzug in die Play-offs.
Nach einem schwachen Start in die Saison 2013/14 wurde Cheftrainer Marcel Schröder am 11. November 2013 von seinen Aufgaben entbunden. Als Interimstrainer übernahm der bisherige Co-Trainer Michael Meeks. Die Mannschaft rangierte zum Zeitpunkt des Trainerwechsels mit einem Sieg und sieben Niederlagen auf dem 17. Tabellenplatz. Als Nachfolger holten die Würzburger Ende November 2013 den ehemaligen Trainer der Artland Dragons, Stefan Koch. Neben den sportlichen Sorgen mussten die Würzburger ebenfalls bekannt geben, dass den Club wirtschaftliche Sorgen plagten. Dies führte im November zu einer Prüfung der wirtschaftlichen Leistungsfähigkeit durch die Liga. Zwar wurde den Baskets bescheinigt, dass der Club stabil genug sei, um die Saison zu beenden, aber trotzdem wurden dem Club zwei Wertungspunkte in der Tabelle abgezogen. Als Grund gab die Liga „Verstöße gegen die Mitteilungspflicht“ an. Sportlich konnte auch Koch keine Wende mehr herbeiführen und so stand nach dem letzten Spieltag der sportliche Abstieg aus der Bundesliga fest. Nach dem Abstieg gaben die Baskets die Trennung von Koch bekannt.
Neuer Trainer zur Saison 2014/15 wurde der Amerikaner Doug Spradley, der zuvor bereits die Paderborn Baskets und die Eisbären Bremerhaven in Deutschland trainierte. Er erhielt einen Vertrag bis 2016.
In der Saison 2014/15 konnte das gesetzte Ziel Wiederaufstieg umgesetzt werden. Mit 28 Siegen aus 30 ProA-Hauptrundenspielen erspielte sich die Mannschaft von Trainer Doug Spradley ungefährdet den ersten Platz und sicherte sich somit das Heimrecht für alle Playoffrunden. In der ersten Runde traf die Würzburger Truppe auf die neugegründeten Hamburg Towers und entschieden die Serie mit 3:0-Siegen für sich. Im Halbfinale wurde es erwartend schwer für den Ligaprimus aus Würzburg, denn in der „Blauen Hölle“ in Gotha hatte man sich in der Hauptrunde geschlagen geben müssen. Das erste Spiel der „Best-of-5-Serie“ entschied Würzburg nur äußerst knapp für sich, im zweiten Spiel holten sich die Gotha Rockets den Ausgleich. Im dritten Spiel sicherte sich Würzburg in eigener Halle den Matchball. Am 26. April fand das erste entscheidende Spiel statt. Würzburg musste gewinnen, um den Wiederaufstieg zu vollbringen, bei einer Niederlage wäre ein fünftes Spiel gefolgt. Es ergab sich ein dramatisches Spiel auf Augenhöhe, in dem die Führung mehrfach wechselte. Erst im Schlussviertel setzte sich Gotha mit neun Punkten ab. Mit drei Dreiern in Folge – von Jason Dourisseau, Sebastian Betz und Carlos Medlock – drehten die Würzburger das Spiel allerdings spektakulär und feierten den Wiederaufstieg in die höchste deutsche Spielklasse.
In der Folgesaison (2015/16) standen Trainer Spradley weiterhin zwei Würzburger Eigengewächse zur Verfügung: Constantin Ebert und Max Ugrai. Des Weiteren verlängerten sich die Verträge von Ruben Spoden und Sebastian Betz automatisch. Erster Neuzugang der Würzburger nach dem Bundesliga-Aufstieg war Joshiko Saibou, welcher von den Crailsheim Merlins nach Unterfranken an den Main wechselte. In der Saison 2015/16 wurde Dru Joyce als Starter beim BBL All-Star Game am 9. Januar 2016 in der Bamberger Brose Arena gewählt. Joyce wurde damit zum ersten Würzburger Spieler, der beim All-Star Spiel in der ersten Fünf stand. Würzburg erreichte in dieser Saison als Aufsteiger die Bundesliga-Meisterrunde und schied im Viertelfinale gegen den späteren deutschen Meister Bamberg aus.
Am 15. Juli 2016 wurde die Umbenennung in „s.Oliver Würzburg“ bekanntgegeben und ein neues Vereinswappen vorgestellt. Im Rahmen der Bekanntgabe wurde ebenfalls der Sponsoringvertrag mit s.Oliver bis 2019 verlängert.
Am 30. Dezember 2016 wurde Cheftrainer Spradley entlassen. Die Vereinsführung gab die sportliche Negativentwicklung als Grund an. Zuvor hatte es in zehn Bundesligapartien nur drei Siege gegeben, die Mannschaft stand auf dem 14. Rang, als Spradley seines Amtes enthoben wurde. Einen Tag später wurde der ehemalige Bundestrainer Dirk Bauermann als neuer Trainer eingesetzt.
Bauermann blieb bis zum Ende der Saison 2017/18 im Amt, dann übernahm Denis Wucherer den Trainerposten. In der Saison 2018/19 erreichte die Mannschaft das Finale des europäischen Vereinswettbewerbs FIBA Europe Cup. Dort verlor man in Hin- und Rückspiel gegen den italienischen Vertreter Dinamo Sassari. Im Hinspiel unterlag man auswärts mit 84:89, im Rückspiel verlor Würzburg vor den heimischen Zuschauern mit 79:81. Wucherer musste Mitte Dezember 2021 gehen, als die Würzburger in der Bundesliga auf dem vorletzten Tabellenplatz standen. Gleichzeitig mit der Trennung von Wucherer wurde die Entscheidung des Unternehmens s.Oliver bekannt, sich am Ende der Saison 2021/22 als Namens- und Hauptgeldgeber zurückzuziehen. Wucherers Nachfolger wurde Sašo Filipovski, der die Mannschaft ins Bundesliga-Mittelfeld führte.
Mit dem Beginn der Saison 2022/23 wurde die Mannschaft in Würzburg Baskets umbenannt. 2024 erreichte Würzburg trotz im Vergleich zur Bundesliga-Konkurrenz geringer Geldmittel unter Filipovski als Trainer das Halbfinale um die deutsche Meisterschaft und löste in der Stadt große Basketballbegeisterung aus. Die Hauptrunde der Saison 2023/24 war zuvor auf dem fünften Tabellenplatz abgeschlossen und Würzburgs Otis Livingston als bester Spieler der Bundesliga ausgezeichnet worden.
Im Sommer 2024 wurde eine Vereinbarung mit dem Unternehmen Fit One aus Waldbrunn getroffen, das fortan im Mannschaftsnamen sowie im Wappen geführt wurde. Filipovski führte die Würzburger im Spieljahr 2025/26 erneut unter die besten vier Mannschaften der Bundesliga. In der Halbfinalserie musste man sich Ulm knapp geschlagen geben. Im Endstand der Bundesliga-Hauptrunde hatte Würzburg den sechsten Platz belegt.

## Erfolge
- Gewinn des Bayernpokals (2008/09)
- Meisterschaft in der Regionalliga Südost (2008/09)
- Aufstieg in die 2. Bundesliga ProB (2009)
- Aufstieg in die 2. Bundesliga ProA (2010)
- Aufstieg in die 1. Bundesliga – Basketball-Bundesliga (2011 & 2015)
- Halbfinalteilnahme / vierter Platz 2012 in der Bundesliga 2011/12 und Qualifikation für den ULEB Eurocup
- Viertelfinalteilnahme 2016 in der Bundesliga 2015/16
- Finalteilnahme im FIBA Europe Cup 2018/19
- Halbfinalteilnahme in der Bundesliga 2023/24 und 2024/25

## Zuschauerzahlen
Die Würzburger lockten in der Saison 2009/10 die meisten Zuschauer in der 2. Basketball Bundesliga (ProA und ProB). Im Schnitt kamen 2.475 Zuschauer pro Spiel. Insgesamt kamen 34.650 Zuschauer in die Würzburger Heimstätte (Tectake-Arena). Zur Saison 2011/12 wurde die Kapazität von 3.029 auf 3.140 Plätze erhöht. Alle 20 Heimspiele in der Hauptrunde (17) und den Playoffs der Basketball-Bundesliga waren ausverkauft (62.800 Zuschauer).
In der laufenden Saison 2022/23 besuchten im Durchschnitt 2100 Zuschauer die Heimspiele der Würzburg Baskets in der Basketball-Bundesliga (Stand März 2023).

## Bundesliga-Kader
| Spieler | Spieler            | Spieler                | Spieler    | Spieler | Spieler | Spieler                                 |
| Nr.     | Nat.               | Name                   | Geburt     | Größe   | Info    | Letzter Verein                          |
| ------- | ------------------ | ---------------------- | ---------- | ------- | ------- | --------------------------------------- |
|         |                    | Guards (PG, SG)        |            |         |         |                                         |
| 0       | Vereinigte Staaten | Mike Lewis II          | 19.2.1998  | 1,86 m  |         | Hapoel Beer Sheva                       |
| 1       | Vereinigte Staaten | Zachary Seeljas        | 11.07.1997 | 2,01 m  |         | Tigers Tübingen (DEU)                   |
| 2       | Vereinigte Staaten | Bazoumana Kone         | 13.12.1993 | 1,93 m  |         | PS Karlsruhe LIONS                      |
| 4       | Deutschland        | Julius Böhmer          | 19.01.2002 | 1,93 m  |         |                                         |
|         |                    | Forwards (SF, PF)      |            |         |         |                                         |
| 5       | Kanada             | Owen Klaasen           | 31.10.1991 | 2,08 m  |         | EWE Baskets Oldenburg                   |
| 6       | Deutschland        | Maximilian Ugrai       | 28.07.1995 | 2,01 m  |         | MLP Academics Heidelberg                |
| 7       | Deutschland        | Hannes Steinbach       | 01.05.2006 | 2,04 m  |         | VR-Bank Würzburg Baskets Akademie (DE)  |
| 8       | Deutschland        | David Pisic            | 29.10.2003 | 2,00 m  |         | VR-Bank Würzburg Baskets Akademie (DE)  |
| 9       | /                  | Christian Skladanowski | 19.04.2004 | 2,01 m  |         | VR-Bank Würzburg Baskets Akademie (DE)  |
| 10      | Deutschland        | Fabian Bleck           | 19.03.1993 | 2,01 m  |         | HAKRO Merlins Crailsheim (ProA)         |
| 11      | Vereinigte Staaten | Nelson Phillips        | 15.12.1998 | 1,96 m  |         | KK Vrsac                                |
| 12      | Vereinigte Staaten | Davion Mintz           | 30.06.1998 | 1,91 m  |         | Filou Oostende                          |
| 13      | Deutschland        | David Gerhard          | 31.01.2004 | 2,00 m  |         | Bamberg Baskets (DE)                    |
| 14      | Deutschland        | Jonas März             | 08.08.2003 | 1,87 m  |         | VR-Bank Würzburg Baskets Akademie (DEU) |
| 22      | Deutschland        | Lukas Wank             | 19.01.1997 | 1,99 m  |         | EWE Baskets Oldenburg (DEU)             |
| 24      | Vereinigte Staaten | Aubrey Dawkins         | 08.08.1995 | 1,98 m  |         | Pari Nishni Nowgorod (RUS)              |
| 56      | /                  | Jhivvan Jackson        | 27.08.1998 | 1,83 m  |         | Osos de Manati                          |

| Trainer   | Trainer         | Trainer     |
| Nat.      | Name            | Position    |
| --------- | --------------- | ----------- |
| Slowenien | Sašo Filipovski | Cheftrainer |
| Slowenien | Dejan Mihevc    | Co-Trainer  |
| Serbien   | Paco Šćekić     | Co-Trainer  |

| Legende | Legende   |
| Abk.    | Bedeutung |
| ------- | --------- |

| Legende | Legende   |
| Abk.    | Bedeutung |
| ------- | --------- |

| Spieler | Spieler            | Spieler            | Spieler    | Spieler | Spieler | Spieler                          |
| Nr.     | Nat.               | Name               | Geburt     | Größe   | Info    | Letzter Verein                   |
| ------- | ------------------ | ------------------ | ---------- | ------- | ------- | -------------------------------- |
|         |                    | Guards (PG, SG)    |            |         |         |                                  |
| 0       | Vereinigte Staaten | Otis Livingston II | 12.10.1996 | 1,80 m  |         | Medi Bayreuth                    |
| 4       | Deutschland        | Julius Böhmer      | 19.01.2002 | 1,93 m  |         | TG s.Oliver Würzburg (DEU)       |
| 10      | Vereinigte Staaten | Darius Perry       | 13.03.1999 | 1,88 m  |         |                                  |
| 11      | Vereinigte Staaten | Isaiah Washington  | 20.07.1998 | 1,85 m  |         |                                  |
|         |                    | Forwards (SF, PF)  |            |         |         |                                  |
| 1       | Vereinigte Staaten | Zachary Seljaas    | 11.07.1997 | 2,01 m  |         |                                  |
| 6       | Deutschland        | Maximilian Ugrai   | 28.07.1995 | 2,01 m  |         | MLP Academics Heidelberg         |
| 12      | Deutschland        | Elijah Ndi         | 02.09.2004 | 1,95 m  |         | s.Oliver Würzburg Akademie (DEU) |
| 14      | Vereinigte Staaten | Emmanuel Little    | 08.03.1999 | 1,98 m  |         |                                  |
| 20      | Vereinigte Staaten | Javon Bess         | 01.04.1996 | 1,98 m  |         |                                  |
| 34      | Deutschland        | Felix Hoffmann     | 11.07.1989 | 1,95 m  |         | TG s.Oliver Würzburg (ProB)      |
| 40      | /                  | Collin Welp        | 15.12.1998 | 2,05 m  |         | UC Irvine (USA)                  |
|         |                    | Center (C)         |            |         |         |                                  |
| 5       | Kanada             | Owen Klassen       | 31.10.1991 | 2,08 m  |         | EWE Baskets Oldenburg            |

| Trainer   | Trainer         | Trainer     |
| Nat.      | Name            | Position    |
| --------- | --------------- | ----------- |
| Slowenien | Sašo Filipovski | Cheftrainer |
| Slowenien | Dejan Mihevc    | Co-Trainer  |
| Serbien   | Paco Šćekić     | Co-Trainer  |

| Legende              | Legende   |
| Abk.                 | Bedeutung |
| -------------------- | --------- |
| Quellen              |           |
| Teamhomepage         |           |
| Ligahomepage         |           |
| Stand: 23. Juni 2024 |           |

| Legende              | Legende   |
| Abk.                 | Bedeutung |
| -------------------- | --------- |
| Quellen              |           |
| Teamhomepage         |           |
| Ligahomepage         |           |
| Stand: 23. Juni 2024 |           |

### Ehemalige Kader

#### Saison 2018/19
| Spieler | Spieler                | Spieler             | Spieler    | Spieler | Spieler | Spieler                      |
| Nr.     | Nat.                   | Name                | Geburt     | Größe   | Info    | Letzter Verein               |
| ------- | ---------------------- | ------------------- | ---------- | ------- | ------- | ---------------------------- |
|         |                        | Guards (PG, SG)     |            |         |         |                              |
| 1       | Vereinigte Staaten     | Jordan Hulls        | 26.09.1987 | 1,80 m  |         | Eisbären Bremerhaven         |
| 2       | Deutschland            | Badu Buck           | 05.04.1999 | 1,95 m  |         | ALBA Berlin                  |
| 6       | Deutschland            | Philipp Hadenfeldt  | 05.09.1999 | 1,90 m  |         | BG Göttingen                 |
| 12      | Vereinigte Staaten     | Skyler Bowlin       | 13.07.1989 | 1,92 m  |         | Science City Jena            |
| 20      | Deutschland            | Julian Albus        | 20.05.1992 | 1,91 m  |         | Tigers Tübingen              |
| 22      | Vereinigte Staaten     | Cameron Wells       | 23.09.1988 | 1,86 m  |         | Pallacanestro Varese (ITA)   |
| 35      | Deutschland            | Brad Loesing        | 09.10.1989 | 1,82 m  |         | EWE Baskets Oldenburg        |
|         |                        | Forwards (SF, PF)   |            |         |         |                              |
| 8       | Deutschland            | Johannes Richter    | 06.12.1993 | 2,05 m  |         | Rockets                      |
| 9       | Australien             | Xavier Cooks        | 19.08.1995 | 2,03 m  |         | Winthrop University Eagles   |
| 18      | Litauen                | Vytenis Lipkevičius | 19.05.1989 | 1,98 m  |         | BC Prienai (LIT)             |
| 21      | Deutschland            | Florian Koch        | 26.03.1992 | 1,98 m  |         | MHP Riesen Ludwigsburg       |
| 22      | /                      | Dejan Kovačević     | 27.12.1996 | 2,07 m  |         | FC Bayern München            |
| 30      | Vereinigte Staaten     | Perry Ellis         | 14.09.1993 | 2,03 m  |         | Pallacanestro Cantù (ITA)    |
| 34      | Deutschland            | Felix Hoffmann      | 11.07.1989 | 1,95 m  |         | TG s.Oliver Würzburg (ProB)  |
|         |                        | Center (C)          |            |         |         |                              |
| 0       | Vereinigtes Konigreich | Gabriel Olaseni     | 29.12.1991 | 2,09 m  |         | Baloncesto Fuenlabrada (ESP) |
| 8       | Deutschland            | Leon Kratzer        | 04.02.1997 | 2,12 m  |         | Brose Bamberg                |
| 11      | /                      | Krešimir Lončar     | 12.02.1983 | 2,09 m  |         | Alba Berlin                  |
| 15      | Deutschland            | Fynn Fischer        | 20.07.1999 | 2,07 m  |         | MTSV Schwabing               |

| Trainer            | Trainer          | Trainer     |
| Nat.               | Name             | Position    |
| ------------------ | ---------------- | ----------- |
| Deutschland        | Denis Wucherer   | Cheftrainer |
| Deutschland        | Stephen Arigbabu | Co-Trainer  |
| Vereinigte Staaten | Steven Key       | Co-Trainer  |

| Legende              | Legende   |
| Abk.                 | Bedeutung |
| -------------------- | --------- |
| Quellen              |           |
| Teamhomepage         |           |
| Ligahomepage         |           |
| Stand: November 2018 |           |

| Legende              | Legende   |
| Abk.                 | Bedeutung |
| -------------------- | --------- |
| Quellen              |           |
| Teamhomepage         |           |
| Ligahomepage         |           |
| Stand: November 2018 |           |

#### Wechsel zur Saison 2018/19
| Zugänge | Abgänge |
| Wechsel zur Saison 2018/19 | Wechsel zur Saison 2018/19 |
| --- | --- |
| - Julian Albus (Tigers Tübingen) - Skyler Bowlin (Science City Jena) - Xavier Cooks (Winthrop University Eagles) - Perry Ellis (Pallacanestro Cantù) - Fynn Fischer (MTSV Schwabing) - Philipp Hadenfeldt (BG Göttingen) - Jordan Hulls (Eisbären Bremerhaven) - Florian Koch (MHP Riesen Ludwigsburg) - Brad Loesing (EWE Baskets Oldenburg) - Gabriel Olaseni (Baloncesto Fuenlabrada/ESP) - Johannes Richter (Rockets) - Cameron Wells (Pallacanestro Varese) - Denis Wucherer (Cheftrainer/RheinStars Köln) | - Dirk Bauermann (Cheftrainer/Ziel unbekannt) - Robin Benzing (Beşiktaş JK Istanbul) - Abdul Gaddy (Ziel unbekannt) - Cliff Hammonds (Ziel unbekannt) - Owen Klassen (Ziel unbekannt) - Eduard J. Singler (Ziel unbekannt) - Maurice Stuckey (Brose Bamberg) - Kameron Taylor (Ziel unbekannt) |

## Ehemalige

### Bekannte ehemalige Spieler
DJK Würzburg
- Robert Garrett (* 1977)
- Demond Greene (* 1979)
- Krešimir Lončar (* 1983)
- Dirk Nowitzki (* 1978)
- Olumide Oyedeji (* 1981)
- Marvin Willoughby (* 1978)

s.Oliver Baskets/s.Oliver Würzburg
- Dwayne Anderson (* 1986)
- Robin Benzing (* 1989)
- Jason Gregory Boone (* 1985)
- Jermaine Bucknor (* 1983)
- Chester Frazier (* 1986)
- Dru Joyce (* 1985)
- Alex King (* 1985)
- Maximilian Kleber (* 1992)
- Chris Kramer (* 1988)
- Ben Jacobson (* 1983)
- Krešimir Lončar (* 1983)
- John Little (* 1984)
- Chris McNaughton (* 1982)
- Joshua Obiesie (* 2000)
- Cameron Wells (* 1988)
- Otis Livingston (* 1996)
- Hannes Steinbach (* 2006)

### Trainerchronik
| Amtszeit     | Name                         |
| ------------ | ---------------------------- |
| 1998–2000    | Klaus Perneker / Peter Stahl |
| 2000/2001    | Gordon Herbert               |
| 2001         | Peter Stahl                  |
| 2001/2002    | Mindaugas Lukošius           |
| 2002/2003    | Keith Gray                   |
| 2003–2005    | Aaron McCarthy               |
| 2005/2006    | Holger Geschwindner          |
| …            |                              |
| 2007–2008    | Ivo Nakić                    |
| 2008         | Harald Borst                 |
| 2008–2010    | Berthold Bisselik            |
| 2010–2011    | Marcel Schröder              |
| 2011–2012    | John Patrick                 |
| 2012–2013    | Marcel Schröder              |
| 2013         | Michael Meeks                |
| 2013–2014    | Stefan Koch                  |
| 2014–2016    | Douglas Spradley             |
| 2016–2018    | Dirk Bauermann               |
| 2018–12/2021 | Denis Wucherer               |
| 12/2021–     | Sašo Filipovski              |

## Mannschaftsnamen
- 2007–2009: SCH Würzburg Baskets
- 2009–2010: Würzburg Baskets
- 2010–2016: S.Oliver Baskets
- 2016–2022: S.Oliver Würzburg
- 2022–2024: Würzburg Baskets
- seit 2024: Fit One Würzburg Baskets

## Nachwuchs
In den Altersklassen U14, U16 und U19 spielen die männlichen Nachwuchsmannschaften der s.Oliver Baskets Akademie seit 2009 in der jeweils höchsten Spielklasse Jugend-Basketball-Bundesliga (U16) und – mit einjähriger Unterbrechung – Nachwuchs-Basketball-Bundesliga (U19). Alle Nachwuchsspieler spielen auch in den Mannschaften des Kooperations-Vereins TG Würzburg. Die TGW holte in der Saison 2011/12 mit Baskets-Nachwuchsspielern die Meisterschaft in der 2. Regionalliga und trat in der Saison 2012/13 in der Regionalliga Südost (RLSO) an. In der Saison 2013/14 wurde das Farmteam Meister der RLSO und stieg in die 2. Liga ProB auf. Dort erreichte man als Neuling unter dem neuen Namen TG Würzburg Baskets Akademie in der Saison 2014/15 den 6. Platz.
Die s.Oliver Baskets bzw. die s.Oliver Baskets Akademie haben unter anderem die Jugend-Nationalspieler Maximilian Kleber (U20, auch Herrennationalmannschaft), Maximilian Ugrai (U18), Constantin Ebert (U16) und Hannes Steinbach hervorgebracht.